# Scott Booth
Scott Booth (ur. 16 grudnia 1971 w Aberdeen) – szkocki piłkarz grający na pozycji napastnika.

## Kariera klubowa
Booth urodził się w Aberdeen. Karierę piłkarską rozpoczął w małym klubie Deeside Boys Club, w którym trenował do 1988 roku. W tamtym roku został piłkarzem Aberdeen F.C., a w 1989 roku został przesunięty do kadry pierwszej drużyny. W swoim pierwszym sezonie zaliczył tylko dwa spotkania w szkockiej lidze i został wicemistrzem Szkocji oraz zdobył Puchar Ligi Szkockiej i Puchar Szkocji. W sezonie 1990/1991 coraz częściej występował w pierwszym składzie i wtedy też drugi raz z rzędu wywalczył wicemistrzostwo kraju. Wicemistrzem szkockiej ligi został także w latach 1992 i 1994, a swój ostatni sukces z Aberdeen osiągnął w sezonie 1995/1996, kiedy drugi raz w karierze zdobył krajowy puchar.
Latem 1997 Booth wyjechał do Niemiec i został piłkarzem Borussii Dortmund. W Bundeslidze zadebiutował 3 sierpnia w zremisowanym 1:1 wyjazdowym spotkaniu z Herthą BSC. W Borussii nie wywalczył jednak miejsca w składzie i był rezerwowym dla Stéphane Chapuisata i Heiko Herrlicha. Zdobył tylko jednego gola - w zremisowanym 1:1 meczu z Borussią Mönchengladbach, a zimą 1998 odszedł z zespołu. Jedynym sukcesem przez pół roku było wywalczenie z Borussią Pucharu Interkontynentalnego.
Kolejnym klubem Scotta w karierze był holenderski FC Utrecht. Tam grał tylko do końca sezonu 1997/1998, a latem został piłkarzem SBV Vitesse, z którym był czwarty w Eredivisie. W 1999 roku odszedł do FC Twente. Był jednym z najlepszych strzelców zespołu i spędził w nim pełne cztery sezony. W 2001 roku zdobył z Twente Puchar Holandii, a w sezonie 2001/2002 wystąpił w rozgrywkach Pucharu UEFA. Latem 2003 roku powrócił do Aberdeen i po rozegraniu jednego sezonu postanowił zakończyć piłkarską karierę.
| Sezon   | Klub              | Kraj     | Rozgrywki      | Mecze | Bramki |
| ------- | ----------------- | -------- | -------------- | ----- | ------ |
| 1989/90 | Aberdeen F.C.     | Szkocja  | Premier League | 2     | 0      |
| 1990/91 | Aberdeen F.C.     | Szkocja  | Premier League | 21    | 6      |
| 1991/92 | Aberdeen F.C.     | Szkocja  | Premier League | 33    | 5      |
| 1992/93 | Aberdeen F.C.     | Szkocja  | Premier League | 29    | 13     |
| 1993/94 | Aberdeen F.C.     | Szkocja  | Premier League | 25    | 4      |
| 1994/95 | Aberdeen F.C.     | Szkocja  | Premier League | 12    | 6      |
| 1995/96 | Aberdeen F.C.     | Szkocja  | Premier League | 24    | 9      |
| 1996/97 | Aberdeen F.C.     | Szkocja  | Premier League | 19    | 0      |
| 1997/98 | Borussia Dortmund | Niemcy   | Bundesliga     | 10    | 1      |
| 1997/98 | FC Utrecht        | Holandia | Eredivisie     | 14    | 5      |
| 1998/99 | SBV Vitesse       | Holandia | Eredivisie     | 18    | 4      |
| 1999/00 | FC Twente         | Holandia | Eredivisie     | 31    | 8      |
| 2000/01 | FC Twente         | Holandia | Eredivisie     | 23    | 7      |
| 2001/02 | FC Twente         | Holandia | Eredivisie     | 27    | 4      |
| 2002/03 | FC Twente         | Holandia | Eredivisie     | 22    | 2      |
| 2003/04 | Aberdeen F.C.     | Szkocja  | Premier League | 21    | 8      |

## Kariera reprezentacyjna
W reprezentacji Szkocji Booth zadebiutował 24 marca 1993 roku w przegranym 0:1 towarzyskim spotkaniu z Niemcami. Pierwszą bramkę w drużynie narodowej zdobył 5 maja tego samego roku w meczu z Estonią (3:0). W 1996 roku na Euro 96 zagrał we dwóch meczach Szkotów: zremisowanym 0:0 z Holandią (0:0) i wygranym 1:0 ze Szwajcarią. Natomiast w 1998 roku został powołany przez Craiga Browna do kadry na Mundial we Francji. Tam także zaliczył tylko jedno spotkanie - przegrane 0:3 z Marokiem. Ostatni mecz w kadrze rozegrał w październiku 2001 roku przeciwko Łotwie (2:1). W kadrze narodowej zagrał 22 razy i strzelił 6 goli.